# II. Lajos Stadion
Az eredeti Stade Louis II 1939-ben nyitotta meg kapuit, de a '80-as években bezárták és újat építettek a helyére, mely 1985-re vált használhatóvá. A stadion egyik különlegessége, hogy a pálya alatt autóparkoló található. A létesítmény II. Lajos után kapta a nevét, aki Monaco hercege volt. 
1998-tól 2012-ig minden évben itt rendezték az Európai Szuperkupát.

## További információ
- Zárt kapuk mögött térhet vissza az élvonalba a Monaco